# Зингшпил
Зингшпил (на немски: Singspiel, „песен-игра“) е вид музикална драма, комична опера в Германия и Австрия през ХVІІІ век, сродна с оперетата, като се смята за предшественик на немската романтична опера.
Героите в нея са обикновени хора – занаятчии, селяни и т.н. В сюжета често има сантиментални елементи. Действието се развива в говорни диалози в проза (речитативите се срещат рядко и то само като допълнение към тях), а музиката присъства главно в емоционално напрегнатите моменти. Соловите вокални номера най-често са във формата на песни с куплетна структура, ансамбли и хорове почти няма.
Основното качество на зингшпила е в приятните, лесно запомнящи се, повлияни от фолклора мелодии. Затова не е чудно, че песните от зингшпилите заживяват самостоятелен живот и след време дори започват да се приемат за народни.
Сценичното действие в зингшпилите се разгръща в театрални диалози, съпроводени с музика и редувани с народни песни, балади, арии. Формата е най-популярна през втората половина на 18 век.
Моцарт е силно повлиян от зингшпилите в своите опери „Вълшебната флейта“ и „Отвличане от сарая“.